# Кьянокко
Кьянокко (итал. Chianocco) — коммуна в Италии, располагается в регионе Пьемонт, в провинции Турин.
Население составляет 1690 человек (2008 г.), плотность населения составляет 91 чел./км². Занимает площадь 19 км². Почтовый индекс — 10050. Телефонный код — 0122.
Покровителями коммуны почитаются святые апостолы Пётр и Павел, празднование 29 июня.

## Демография
Динамика населения:

## Администрация коммуны
- Официальный сайт: http://www.comune.chianocco.to.it/